# Esuperio di Bayeux
Esuperio, noto in francese anche come Saint Spire, in latino: Exuperius (... – Bayeux, IV secolo) è considerato il protovescovo della diocesi di Bayeux nel IV secolo, venerato come santo dalla Chiesa cattolica.

## Agiografia
Non esistono fonti storiche coeve sulla vita e l'episcopato di Esuperio. Tutto quello che si conosce di lui è noto grazie alla tradizione liturgica e agiografica, secondo la quale, almeno dal IX secolo, è riconosciuto come primo vescovo e fondatore della Chiesa di Bayeux. Così è attestato anche dai più antichi cataloghi episcopali della diocesi. La Vita di san Reverendo, discepolo di Esuperio, lo riconosce come l'apostolo di Bayeux.
Testi agiografici di poco valore storico, la Vita di san Ragnoberto di Bayeux e la Vita di sant'Esuperio, fanno risalire il suo episcopato al I secolo; egli sarebbe stato inviato in Gallia da papa Clemente I dopo aver ricevuto la consacrazione episcopale alla quale parteciparono i santi Dionigi, Marziale e Saturnino. A Bayeux Esuperio si distinse per vari miracoli operati a favore di malati e indemoniati, cosa che suscitò numerose conversioni al cristianesimo.
Di sant'Esuperio esisteva un piatto d'argento, chiamato missorium, scoperto in Inghilterra nel 1729, datato al IV secolo e oggi non più esistente, che riportava l'iscrizione: Exuperius episcopus Ecclesiae Bogiensi dedit. Questo manufatto probabilmente fu trasferito in Inghilterra in seguito al saccheggio della cattedrale di Bayeux operato dagli inglesi nel 1106.
L'odierno Martirologio Romano, riformato a norma dei decreti del concilio Vaticano II, ricorda il santo vescovo il 1º agosto con queste parole: